# Oenothera hartwegii
Espèce
Oenothera hartwegii est une espèce de plantes de la famille des Onagracées.